# Ty Pennington
Tygert Burton Pennington, noto come Ty, nato Gary Tygert Burton (Atlanta, 19 ottobre 1964), è un conduttore televisivo, modello e filantropo statunitense.

## Biografia
È diventato famoso per essere il conduttore televisivo del programma Extreme Makeover: Home Edition mandato in onda negli USA dalla ABC e in Italia da Sky Uno, su La5 e in seguito su Canale5 nella fascia pomeridiana top. Attualmente produce una linea di mobili con la Miller Howard Company. Pennington soffre di Disturbo da deficit di attenzione/iperattività